# Charles-Jean de La Vallée Poussin
Charles-Jean Étienne Gustave Nicolas, barão de la Vallée Poussin (fr; 14 de agosto de 1866 – 2 de março de 1962) foi um matemático belga. É mais conhecido por demonstrar o teorema dos números primos.
O Rei da Bélgica o enobreceu com o título de barão.

## Biografia
De la Vallée Poussin nasceu em Lovaina, Bélgica. Estudou matemática na Universidade Católica de Lovaina sob orientação de seu tio Louis-Philippe Gilbert, depois de ter obtido seu bacharelado em engenharia. De la Vallée Poussin foi encorajado a estudar para um doutorado em física e matemática, e em 1891, aos apenas 25 anos, tornou-se professor assistente em análise matemática.
De la Vallée Poussin tornou-se professor na mesma universidade (assim como seu pai, Charles Louis de la Vallée Poussin, que ensinava mineralogia e geologia) em 1892. De la Vallée Poussin recebeu a cátedra de Gilbert quando Gilbert morreu. Enquanto era professor lá, de la Vallée Poussin realizou pesquisas em análise matemática e teoria dos números, e em 1905 foi premiado com o Prêmio Decenal de Matemática Pura 1894–1903. Ele recebeu este prêmio uma segunda vez em 1924 por seu trabalho durante 1914–23.
Em 1898, de la Vallée Poussin foi nomeado correspondente da Academia Real Belga de Ciências, e tornou-se Membro da Academia em 1908. Em 1923, tornou-se Presidente da Divisão de Ciências.
Em agosto de 1914, de la Vallée Poussin escapou de Lovaina no momento de sua destruição pelo Exército Alemão invasor da Primeira Guerra Mundial, e foi convidado a lecionar na Universidade Harvard nos Estados Unidos. Ele aceitou este convite. Em 1918, de la Vallée Poussin retornou à Europa para aceitar cátedras em Paris no Collège de France e na Sorbonne.
Após o fim da guerra, de la Vallée Poussin retornou à Bélgica. A União Internacional de Matemáticos foi criada, e ele foi convidado a tornar-se seu Presidente. Entre 1918 e 1925, de la Vallée Poussin viajou extensivamente, dando palestras em Genebra, Estrasburgo e Madri, e depois nos Estados Unidos, onde deu palestras nas Universidades de Chicago, Califórnia, Pensilvânia, e Brown University, Yale University, Princeton University, Columbia University, e o Rice Institute de Houston.
Foi premiado com o Prix Poncelet de 1916. De la Vallée Poussin recebeu os títulos de Doutor Honoris Causa das Universidades de Paris, Toronto, Estrasburgo e Oslo, Associado do Instituto da França, e Membro da Academia Pontifícia de Ciências, Nazionale dei Lincei, Madrid, Nápoles, Boston. Foi agraciado com o título de Barão pelo Rei Alberto I dos Belgas em 1928.
Em 1961, de la Vallée Poussin fraturou o ombro, e este acidente e suas complicações levaram à sua morte em Watermael-Boitsfort, próximo a Bruxelas, Bélgica, alguns meses depois.
Um de seus alunos, Georges Lemaître, foi o primeiro a propor a teoria do Big Bang da formação do Universo.

## Trabalho
Embora seus primeiros interesses matemáticos fossem em análise, tornou-se subitamente famoso ao demonstrar o teorema dos números primos independentemente de seu contemporâneo Jacques Hadamard em 1896.
Posteriormente, interessou-se pela teoria da aproximação. Definiu, para qualquer função contínua f no intervalo padrão {\displaystyle [-1,1]}, as somas
{\displaystyle V_{n}={\frac {S_{n}+S_{n+1}+\cdots +S_{2n-1}}{n}}},
onde
{\displaystyle S_{n}={\frac {1}{2}}c_{0}(f)+\sum _{i=1}^{n}c_{i}(f)T_{i}}
e
{\displaystyle c_{i}(f)\,}
são os vetores da base dual com respeito à base de polinômios de Chebyshev (definida como
{\displaystyle (T_{0}/2,T_{1},\ldots ,T_{n}).}
Note que a fórmula também é válida com {\displaystyle S_{n}} sendo a soma de Fourier de uma função periódica {\displaystyle 2\pi }-periódica {\displaystyle F} tal que
{\displaystyle F(\theta )=f(\cos \theta ).\,}
Finalmente, as somas de de la Vallée Poussin podem ser avaliadas em termos das chamadas somas de Fejér (digamos {\displaystyle F_{n}})
{\displaystyle V_{n}=2F_{2n-1}-F_{n-1}.\,}
O núcleo é limitado ({\displaystyle V_{n}\leq 3}) e obedece à propriedade
{\displaystyle f*V_{n}=f\,}, se {\displaystyle f(x)=\sum _{j=-n}^{n}a_{j}e^{ijx}.\,}
Mais tarde, trabalhou em teoria do potencial e análise complexa.

O grafo de Poussin

Também publicou um contraexemplo à falsa demonstração de Alfred Kempe do teorema das quatro cores. O grafo de Poussin, o grafo que usou para este contraexemplo, leva seu nome.

## Cours d'analyse
Os livros didáticos de seu curso de análise matemática foram uma referência por muito tempo e tiveram alguma influência internacional.
A segunda edição (1909-1912) é notável por sua introdução da integral de Lebesgue. Foi em 1912, "o único livro didático sobre análise contendo tanto a integral de Lebesgue e sua aplicação às séries de Fourier, quanto uma teoria geral de aproximação de funções por polinômios".
A terceira edição (1914) introduziu a definição agora clássica de diferenciabilidade devida a Otto Stolz. O segundo volume desta terceira edição foi queimado no incêndio de Lovaina durante a invasão alemã.
As edições posteriores foram muito mais conservadoras, retornando essencialmente à primeira edição. A partir da oitava edição, Fernand Simonart assumiu a revisão e a publicação do Cours d'analyse.

## Publicações selecionadas
- Œuvres, vol. 1 (Biografia e teoria dos números), 2000 (eds. Mawhin, Butzer, Vetro), vols. 2 a 4 planejados
- Cours d´Analyse, 2 vols., 1903, 1906 (7ª edição 1938), Reimpressão da 2ª edição 1912, 1914 por Jacques Gabay, ISBN 2-87647-227-9 (trata apenas de análise real).[5] Online:
  - Cours d'analyse infinitésimale, Tome I[6]
  - Cours d'analyse infinitésimale, Tome II
- Integrals de Lebesgue, fonctions d´ensemble, classes de Baire,[7] 2ª edição 1934, Reimpressão por Jacques Gabay, ISBN 2-87647-159-0
- Le potentiel logarithmique, balayage et representation conforme, Paris, Löwen 1949
- Recherches analytiques de la théorie des nombres premiers, Annales de la Societe Scientifique de Bruxelles vol. 20 B, 1896, pp. 183–256, 281–362, 363–397, vol. 21 B, pp. 351–368 (teorema dos números primos)
- Sur la fonction Zeta de Riemann et le nombre des nombres premiers inferieur a une limite donnée, Mémoires couronnés de l Academie de Belgique, vol.59, 1899, pp. 1–74
- Leçons sur l'approximation des fonctions d'une variable réelle Paris, Gauthier-Villars, 1919,[8] 1952